# 능동중학교 (경기)
능동중학교(陵洞中學校)는 대한민국 경기도 화성시 능동에 있는 공립 중학교이다.

## 학교 연혁
- 2008년 3월 1일 : 초대 윤경숙 교장 취임
- 2008년 3월 2일 : 능동중학교 개교 및 입학식
- 2009년 2월 12일 : 제1회 졸업식
- 2011년 9월 1일 : 혁신학교 지정(경기도교육청)
- 2012년 3월 1일 : 창의지성 선도학교 지정(화성시청)
- 2017년 3월 1일 : 자유학기 일반학기 연계 시범학교 운영(교육부)
- 2019년 9월 1일 : 혁신학교 재지정(경기도교육청)
- 2023년 9월 1일 : 제6대 김영기 교장 취임
- 2024년 1월 5일 : 제16회 졸업식(졸업생 304명)
- 2024년 3월 4일 : 2024학년도 입학식(신입생 303명)

## 참고 자료
- 능동중학교 - 한국교육학술정보원 학교알리미